# Großsteingrab Krelingen
Das Großsteingrab Krelingen ist ein Ganggrab aus der Jungsteinzeit. Es liegt nördlich des Dorfes Krelingen, eines Stadtteils von Walsrode, nahe dem Autobahndreieck Walsrode in Niedersachsen. Das Ganggrab mit der Sprockhoff-Nr. 805 entstand zwischen 3500 und 2800 v. Chr. in der Jungsteinzeit als Megalithanlage der Trichterbecherkultur (TBK). Neolithische Monumente sind Ausdruck der Kultur und Ideologie jungsteinzeitlicher Gesellschaften. Ihre Entstehung und Funktion gelten als Kennzeichen der sozialen Entwicklung.

## Beschreibung und Ausgrabung
Die Anlage ist nordwest-südost orientiert. In den Resten des länglichen Hügels liegt die 8 × 2 Meter große Kammer des Ganggrabes. Die äußere Steineinfassung ist neuzeitlich. Von den ursprünglich zwölf Tragsteinen stehen elf, wovon die sechs Tragsteine an der  südwestlichen Längsseite und fünf an der nordöstlichen Längsseite sich noch in situ befinden. Die flachen Seiten der Tragsteine sind der Innenseite zugewandt. Die Schmalseiten begrenzte jeweils ein besonders breiter Findling, von denen einer neuzeitlich ergänzt wurde. Der Zugang zur Megalithanlage lag in einer Lücke in der Mitte der südlichen Langseite. Die Decksteine der Anlage wurden Mitte des 19. Jahrhunderts für den Brückenbau verwendet.
Zwischen 1969 und 1972 wurde die Anlage wissenschaftlich untersucht und rekonstruiert. Der Ausgräber Klaus-Ludwig Voss stellte verschiedenartige Eingriffe fest. In der Kammer konnten als einzige Spuren der ursprünglichen Bestattung zwei Tonscherben, Fragmente einer reich verzierten Keramik, vor dem seltenen, treppenartigen Einstieg in die Kammer, aufgesammelt werden. Wahrscheinlich ist die Anlage bald nach ihrer Belegung ausgeräumt worden. Am Ende der Steinzeit muss der mittlere Deckstein zerbrochen (worden) und in die Kammer gefallen sein. Durch die entstandene Öffnung gelangten die Leute der Einzelgrabkultur in die noch intakte Kammerbereihe, wie die Scherben von Riesenbechern anzeigen.
Ein Eingriff, in Form eines Schachtes, konnte im Frühmittelalter dokumentiert werden. Jemand hatte ihn zur Zeit Karls des Großen, also rund 4000 Jahre nach Erbauung der Anlage, von der Einsturzstelle des Decksteines bis in den gewachsenen Boden gegraben. Dabei wurde die Verfüllung der Kammer, der Estrich und die darunter befindliche Rollsteinlage durchgraben. Der Schacht konnte durch die Scherben mehrerer, teilweise verzierter, Gefäße datiert werden.